# Nemocniční centrum kněžny Grace
Nemocniční centrum kněžny Grace (francouzsky Centre hospitalier Princesse-Grace, CHPG) je jediná veřejná nemocnice v Monaku.

## Přehled
Nemocnice je otevřená bez přerušení, 24 hodin denně, 7 dní v týdnu. Je to jediná veřejná nemocnice v Monaku.

## Historie
Nemocnice byla otevřená v roce 1902 knížetem Albertem I. jako Monacká nemocnice. V roce 1949 zde začali pracovat pediatrové. V roce 1958 byla nemocnice dále rozšířena a v komplexu byla otevřena poliklinika. Zdravotnická instituce byla přejmenována po kněžně Grace Monacké.

### Narození
- Andrea Casiraghi (* 8. června 1984)[1][2]
- Charlotte Casiraghi (* 3. srpna 1986)[1][2]
- Pierre Casiraghi (* 5. září 1987)[1][2]
- Louis Ducruet (* 26. listopadu 1992)[1]
- Pauline Ducruet (* 4. května 1994)[1]
- Princezna Gabriella, hraběnka z Carladès (* 10. prosince 2014)[3]
- Jacques, dědičný princ Monacký (* 10. prosince 2014)[3]
- Chloe Cornelia Jennifer Topsová, dcera Jana Topse a Edwiny Alexanderové (* 30. července 2017)[4][5]

### Úmrtí
- Kněžna Grace Monacká († 14. září 1982)
- Princezna Antoinette Monacká († 18. března 2011)
- Baronka Elizabeth-Ann z Massy († 10. června 2020)

## Další
V roce 2015 byla certifikována organizací Haute Autorité de Santé (česky Nejvyšší zdravotnický úřad).